# Парусная улица (Санкт-Петербург)

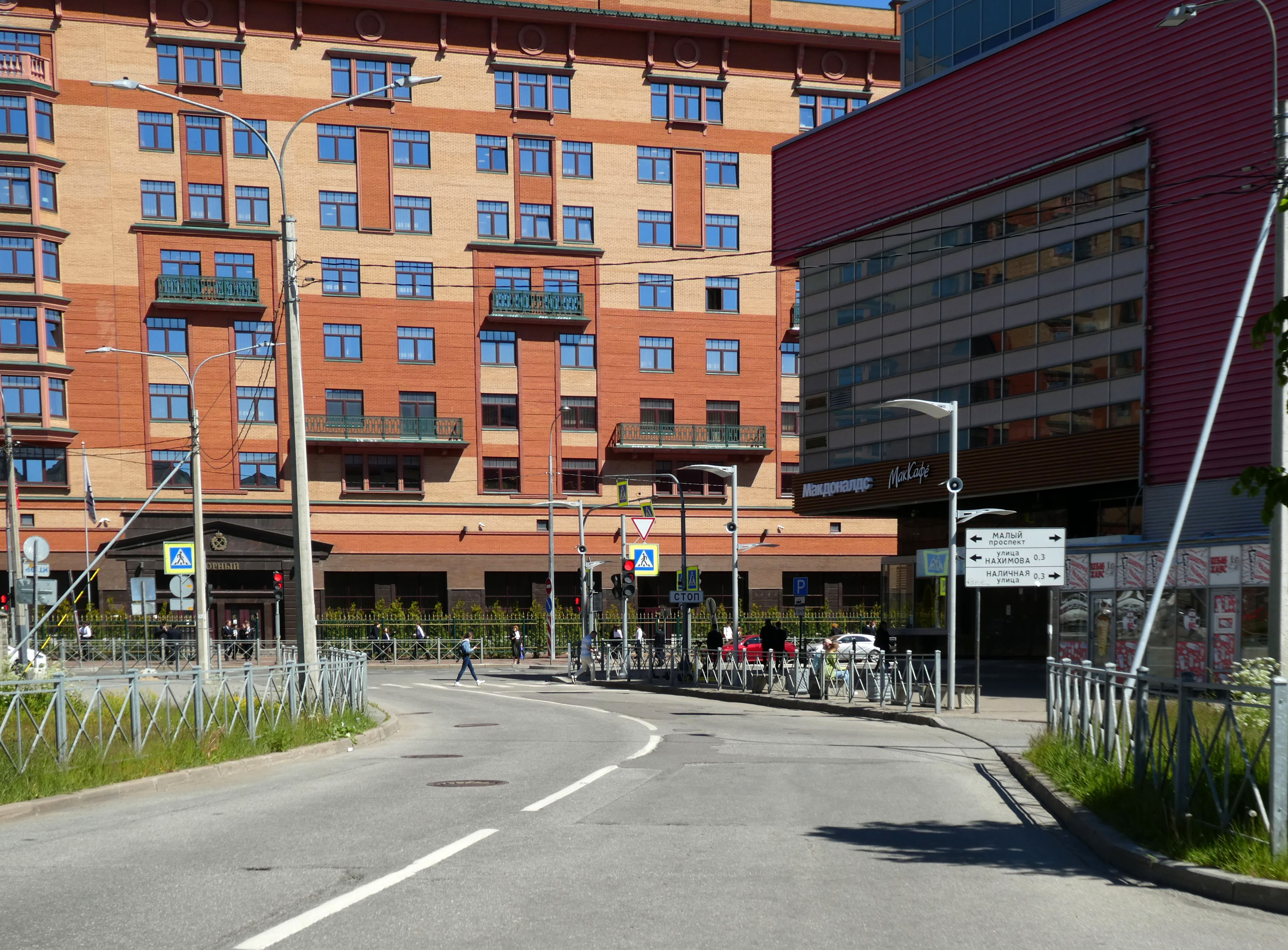
Окончание Парусной улицы с видом на корпус Горного института и «Шкиперский молл» (справа)

Па́русная у́лица — улица в Василеостровском районе Санкт-Петербурга. Проходит от Галерного проезда до Малого проспекта Васильевского острова.

## История
Парусная улица получила наименование 29 декабря 1972 года «в честь русского парусного флота», в ряду близлежащих улиц, название которых посвящено морской тематике. Изначально предполагалось, что улица будет пересекать Малый проспект (бывший Наличный переулок) и выходить на Наличную улицу.
Фактически улица существует с 1989 года. В 2000-х годах сквозной проезд по Парусной улице был перекрыт, поскольку всю ширину улицы занимал Шкиперский рынок, переселённый сюда с близлежащей территории в связи со строительством торгового комплекса «Шкиперский молл». В 2010—2011 годах улица была фактически отстроена заново и приобрела законченный вид.

## Объекты
- Галерная гавань
- Невское ПКБ (дом 1)
- ЖК «Парусная 1» (дом 1)
- ТЭЦ (дом 2)
- ОАО «ВНИИРА»
- Корпус Горного института (Малый проспект, дом 83, напротив окончания Парусной улицы)
- ТЦ «Шкиперский молл» (Малый проспект, дом 88, на углу с Парусной улицей)